# Miki Oca
Miguel Ángel Oca Gaia (Madrid, 15 de abril de 1970), conocido como Miki Oca, es un exjugador y entrenador español de waterpolo.
Seleccionador nacional femenino de España desde 2010, con la que ha ganado trece medallas entre los tres grandes campeonatos, alzándose con la «triple corona» al proclamarse campeona Olímpica en 2024 y subcampeona en 2012 y 2020; campeona Mundial en 2013 y subcampeona en 2017 y 2019; y tricampeona Continental en 2014, 2020 y 2022, y subcampeona en 2024.
El 18 de diciembre de 2024 anunció que el 31 de diciembre de ese año dejaría el cargo de seleccionador femenino de España. 

## Trayectoria

### Jugador
Se inició en la natación junto a su hermano mayor en Boadilla, pasando posteriormente a la práctica del waterpolo, donde destacó desde edad temprana. Ese talento lo llevó a ser seleccionado para entrenar con Mariano García en el Centro de Tecnificación de la Federación Madrileña, dónde coincidió con una gran generación de waterpolistas madrileños como Toto Garcia, Salva Gómez o Jesús Rollán, que fueron la base de la España que se proclamó campeona mundial juvenil en 1987. 
Sus inicios como profesional fueron en el Club Natación Ondarreta Alcorcón, hasta que en 1988 se trasladó a Barcelona donde ya se encontraban otros destacados waterpolistas madrileños, para formar parte del plan de alto rendimiento del deporte español, de cara a los Juegos Olímpicos de Barcelona 1992. Entre 1988 y 1997, año de su retirada, militó en tres clubes catalanes (Club Natació Terrassa, Club Natació Barcelona y Club Natació Catalunya). Fue internacional absoluto con la selección nacional de waterpolo, con la que se proclamó campeón olímpico en Atlanta 1996 y subcampeón en Barcelona 1992.

### Seleccionador
Se inició como entrenador en el club de su debut como jugador, el Club Natación Ondarreta Alcorcón. Dirigió primeramente al equipo femenino (2004-2006), haciendo historia al ser el primer equipo no catalán en ganar el «doblete nacional» (liga y copa). Posteriormente dirigió al equipo masculino entre 2006 y 2010, año en que asume el cargo de seleccionador nacional femenino de waterpolo, sucediendo a Joan Jané.
Como seleccionador nacional, es el artífice de haber consolidado a España como una potencia mundial del waterpolo. En su primera etapa, pocos meses después de llegar al cargo, asumió la dirección de la selección sub-20 que se proclamó campeona mundial júnior en 2011, dando continuidad a varias de sus integrantes en la selección absoluta. En los tres años siguientes, su apuesta se vio refrendada como el periodo más exitoso de la historia del waterpolo femenino español, con éxitos como el subcampeonato olímpico de Londres 2012, el campeonato mundial de Barcelona 2013 y el campeonato europeo de Budapest 2014. Tras este brillante periodo inicial, su planificación consistente en generar una estructura de excelencia en las categorías juveniles de la selección nacional, ha posibilitado el aporte sostenido de nuevos talentos a la selección absoluta, lo que le ha permitido construir una selección sólida y competitiva en el tiempo, que se ha mantenido desde su llegada como una de las grandes potencias, ganando trece medallas entre los tres grandes campeonatos y alcanzando la «triple corona» tras el oro olímpico de París 2024.
El 18 de diciembre de 2024 anunció en una carta a la Agencia EFE, que el 31 de diciembre de ese año, fecha de finalización de su contrato, que dejaría el cargo de seleccionador femenino de España : "ha llegado el momento de parar". 

## Clubes
- Club Natación Ondarreta Alcorcón ( España)
- Club Natació Terrassa ( España)
- Club Natació Barcelona ( España)
- Club Natació Catalunya ( España)

## Palmarés

### Jugador
Selección nacional masculina
Juegos Olímpicos:
- Oro (1): Atlanta 1996
- Plata (1): Barcelona 1992

Campeonato Mundial:
- Plata (2): Perth 1991, Roma 1994

Copa Mundial:
- Bronce (1): Barcelona 1991

Campeonato Europeo:
- Plata (1): Atenas 1991
- Bronce (1): Sheffield 1993

### Seleccionador
Selección nacional femenina
- Plata - Juegos Olímpicos 2012
- Oro - Mundial 2013
- Oro - Europeo 2014
- Plata - Mundial 2017
- Bronce - Europeo 2018
- Plata - Mundial 2019
- Oro - Europeo 2020
- Plata - Juegos Olímpicos 2020
- Oro - Europeo 2022
- Plata - Mundial 2023
- Plata - Europeo 2024
- Bronce - Mundial 2024
- Oro - Juegos Olímpicos 2024

Selección nacional femenina júnior
- Oro - Mundial Júnior 2011

## Condecoraciones
| Distinción                                         | Año  |
| -------------------------------------------------- | ---- |
| Medalla de Oro - Real Orden del Mérito Deportivo   | 2011 |
| Medalla de Plata - Real Orden del Mérito Deportivo | 1999 |

## Filmografía
- Documental TV3 (18-07-2012), «Sense ficció: "Aigua, infern, cel"» en YouTube[12]